# François Lévesque
Pour les articles homonymes, voir Lévesque.
Œuvres principales
Un automne écarlate
Les Visages de la vengeance
Une mort comme rivière
L'Esprit de la meute
Matshi l'esprit du lac
François Lévesque, né le 11 mars 1978 à Val d'Or (Québec), est un écrivain et critique de cinéma québécois. 
Ses romans de style noir ou fantastique abordent souvent le thème de l'enfance et sont caractérisés par une narration écrite dans une langue soutenue à laquelle l'auteur insère des dialogues en joual. Ses intrigues sont émaillées d'une foule de références cinématographiques directes et indirectes.

## Biographie
Passionné dès l'enfance par le cinéma, François Lévesque poursuit des études collégiales en Arts plastiques puis passe un baccalauréat interdisciplinaire en création visuelle. En 2005, il obtient une maîtrise de l'Université de Montréal en études cinématographiques. Son mémoire s'intéresse aux mécanismes de la référence et de l'auto-référence dans l'œuvre du cinéaste américain Brian De Palma.
À partir de 2007, plusieurs de ses nouvelles sont successivement publiées dans les revues littéraires québécoises Alibis et Solaris. Des récits sombres comme L'Enfance de l'art et L'Homme qui voyait des anges (finaliste au Prix Alibis 2007), ont respectivement pour protagonistes principaux un enfant homicide et un pédophile. Ce choix narratif original a retenu l'attention de la maison d'édition Alire qui publie en 2009 son roman noir Un automne écarlate et, en 2010, une suite: Les Visages de la vengeance. La trilogie intitulée Les carnets de Francis se clôt en 2012 avec Une mort comme rivière. On y suit, en trois tomes, de l'enfance à l'âge adulte en passant par l'adolescence, les tribulations d'un sociopathe.
En parallèle, François Lévesque explore l'univers de la littérature jeunesse avec Matshi, l'esprit du lac (2008), un roman pour jeune public dont l'action est campée dans un lac abitibien entouré de mystère. Avec Matshi, l'esprit du lac l'auteur se mérite le Prix Cécile-Gagnon 2009 qui récompense la meilleure première œuvre pour la jeunesse.
Après un bref passage à l'enseignement du langage cinématographique au niveau collégial, François Lévesque entame une collaboration assidue avec l'agence de presse mediafilm.ca pour laquelle il rédige ses premières critiques de films en 2008. La même année, le journal  Le Devoir retient ses services. Il y œuvre depuis comme critique de cinéma et comme journaliste culturel. En 2012, L'Association des journalistes indépendants du Québec (AJIQ) lui décerne le Prix de la critique culturelle.

## Romans

### Matshi, l'esprit du lac
- Publication : 2008 - éditions Médiaspaul (série « Jeunesse-pop », n°162).
- Résumé :
- Principaux personnages :

### Un automne écarlate
- Publication : 2009 - édition Alire (série « Romans », n°122).
- Premier volet de la série Carnets de Francis.
- Résumé : En 1987, dans la petite ville de Saint-Clovis au Québec, Francis, un jeune garçon âgé de huit ans, mène une vie très difficile : son père a quitté le domicile familial sans qu'on lui en ai expliqué la raison, sa mère tombe en dépression et il est victime d'intimidations et de brutalités à l'école. Pour survivre à son quotidien déprimant, et aussi pour nourrir son imaginaire foisonnant, Francis passe la plus grande partie de son temps à la cave où il regarde de nombreux films d'horreur. L'année scolaire commence à peine qu'un enfant est retrouvé mort. Puis un deuxième. Puis un troisième. Futé et observateur, Francis a sa petite idée sur l'identité de l'assassin. Mais sa théorie est trop incroyable pour qu'il s'en ouvre à qui que ce soit. Pendant ce temps, quelqu'un guette, une silhouette noire furtive armée d'une lame scintillante…
- Principaux personnages :
  - Francis : principal personnage du roman, âgé de huit ans. Il mène une vie sans histoire auprès de sa mère jusqu'à ce qu'une série de meurtres vienne perturber son quotidien.
  - Éric : meilleur ami de Francis.
  - Geneviève : meilleure amie de Francis.
  - Lucie : tante de Francis avec qui sa mère est en conflit.
  - Sophie Malo : camarade de classe de Francis, elle est celle qui le brutalise (sans être l'assassin).
  - Richard : il est le nouveau voisin de Francis ; travaillant le soir et dormant le jour.
- Liens externes :
  - Les Carnets de Francis Fiche sur Alire.com
  - Fiche sur La presse

### Les Visages de la vengeance
- Publication : 2010 - éditions Alire (série « Romans » n°133).
- Deuxième volet de la série Carnets de Francis.
- Résumé : En 1994, sept ans après les terribles événements qui ont eu lieu à Saint-Clovis, Francis, maintenant âgé de 16 ans, sort finalement de l'hôpital psychiatrique dans lequel il a passé toutes ces années à faire croire à son pédopsychiatre qu'il va mieux désormais. De retour à Saint-Clovis, sa ville natale, Francis vit désormais chez sa tante Lucie et son oncle Réjean, et retrouve Geneviève, une amie et voisine du temps de son enfance meurtrie, ainsi que sa « tortionnaire » Sophie Malo, devenue la « reine de beauté » du lycée. Francis aime se promener le soir, oubliant parfois de prendre ses médicaments ; il ne tarde pas à constater qu'il est surveillé par le sergent-détective Yoland Filiatreault. Bien que l'ambiance au lycée s'annonce initialement aussi infernale que celle de l'école primaire, Francis a tôt fait de montrer à ses camarades de classe qu'il n'est plus le gamin fragile d'autrefois. Lorsqu'une nouvelle série de meurtres met à mal la quiétude de la localité, tous les regards se tournent vers sur lui. Francis, qui s'était battu avec Jonathan Pilon, lequel est retrouvé sauvagement assassiné le jour même, fait figure de suspect idéal, d'autant plus que la mort de Jonathan est suivie par celle de personnes connues de Francis, notamment Sophie Malo…
- Principaux personnages :
  - Francis : principal personnage du récit, maintenant âgé de 16 ans, il revient à St Clovis pour tenter de reprendre le cours d'une vie normale après sept ans d'hospitalisation en centre spécialisé.
  - Lucie : tante de Francis, elle est la tutrice légale de son neveu.
  - Réjean : oncle de Francis, il est alcoolique et souvent négatif.
  - Geneviève Filiatreault : meilleure amie de Francis, elle vit avec sa mère et ne cache pas sa haine envers son père à cause de son orgueil.
  - Yoland Filiatreault : sergent-détective de la Sûreté du Québec à Saint-Clovis, toujours obsédé des soupçons qui pèsent à l'égard de Francis sur les meurtres commis malgré l'absence de preuves.
  - Pascal Jutra : ami de Geneviève et de Francis.
  - Frédéric : patient de l'hôpital psychiatrique où vivait Francis, il est souvent instable durant son internement.
  - Sophie Malo : ancienne ennemie jurée de Francis, devenue « fille populaire » du lycée.
  - Jonathan Pilon : amoureux de Sophie Malo, grand athlète, mais aussi adversaire de Francis.
  - Kim Joyal : amie fidèle de Sophie, elle est très fielleuse à l'égard de Francis.
  - Chantal Létourneau : enseignante de français du lycée.
- Lien externe : Fiche sur Alire.com

### L'Esprit de la meute
- Publication : 2011 - éditions Alire (série « Romans », n°137).
- Résumé :
- Principaux personnages :

### Une mort comme rivière
- Publication : 2012 - éditions Alire (série « Romans », n°145).
- Troisième volet de la série Carnets de Francis [7].
- Résumé : En 2010, Francis est dans le début de la trentaine et l'enfant cinéphile qu'il était autrefois est devenu un scénariste très demandé dans le milieu du cinéma. Devant retourner à Saint-Clovis afin d'assister aux obsèques de sa tante Lucie, Francis prend connaissance du contenu d'un cahier que lui a laissé la défunte et dans lequel se trouve consigné un terrible secret qui pourrait être à l'origine des malheurs de la famille, et de ceux de Francis en particulier. Comme si cela ne suffisait pas, Francis n'a pas sitôt mis le pied en ville qu'une nouvelle mort suspecte vient secouer la tranquillité de la petite commune…
- Principaux personnages :
- Lien externe : Alire.com

### Une maison de fumée
- Publication : 2013.
- Roman, Lévis, Alire, « Romans ».
- Résumé :
- Principaux personnages :
- Lien externe : Sur Alire.com

## Nouvelles
- L'Enfance de l'art, Alibis, n° 21, 2007.
- L'Homme qui voyait des anges, Alibis, n° 23, 2007.
- … en suspens, Alibis, n° 24, 2007
- La Trace, Solaris, n° 166, 2008.
- De l'intérieur, Alibis, n° 32, 2009.
- L'Autographe, Alibis, n° 36, 2010.

## Accueil critique
À propos de Les Visages de la vengeance
- « Les Visages de la vengeance constitue le second volet des Carnets de Francis, une trilogie inaugurée avec l’excellent Un automne écarlate. De nouveau, c’est la justesse de la psychologie des personnages et l’authenticité des dialogues qui font de ce roman noir un thriller à couper le souffle de même qu’un incontournable pour les amateurs du genre. », François Martin, Le Libraire,  juillet 2010, n° 59

- « Dès les premières pages, on est aspiré dans l'univers glauque brossé par François Lévesque. On se surprend à espérer que Francis ne soit pas le tueur, même s'il agit de façon suspecte. Le suspense est tellement efficace qu'on se retient à deux mains pour ne pas lire la fin. » (4 étoiles), Christine Fortier, Compte rendu, dans journal Voir

À propos de L'Esprit de la meute
- « François Lévesque, avec une écriture d’une redoutable efficacité, propose une excellente histoire de lycanthropie (ou, plus prosaïquement, de loups-garous), à la fois respectueuse de la tradition et des innovations des dernières années, sans toutefois tomber dans leurs dérives. [...] Lévesque propose des créatures débordantes de sensualité – que n’auraient pas renié le Cat People de Jacques Tourneur (un des protagonistes porte d’ailleurs son nom) ni la relecture de Paul Schrader – et s’assume pleinement, sans pourtant renoncer au fatalisme romantique d’Oliver Reed refusant son destin dans le classique Curse of the Werewolf. Une très belle surprise. » (4 étoiles 1/2), Robert Laplante, Entre les lignes, printemps 2011.

À propos de Une maison de fumée
- « On vous prévient : les 40 dernières pages du livre sont absolument hallucinantes. Elles font partie de ce qui s’est écrit de plus fort ici dans le genre et on ne pourra - vous verrez bien ! - qu’en sortir bouche bée, épaté, sonné, sans mot. Wow ! », Michel Bélair, Le Devoir, 9 novembre 2013

### Prix littéraires
- 2009 : Prix Cécile-Gagnon pour la meilleure première œuvre jeunesse (Matshi, l'esprit du lac).
- 2012 : Grand prix du journalisme indépendant critique culturelle - écrit.